# Nicanor González Méndez
Nicanor González Méndez (Talca, 16 de mayo de 1864-Santiago, 7 de junio de 1934) fue un pintor chileno.
Desde sus inicios mostró interés por la pintura, solo tenía quince años de edad cuando ingresó a la Academia de Pintura en 1879. Allí recibió clases de destacados pintores como el italiano Juan Mochi quien fue director de la academia en ese momento y también de Pedro Lira.
Gracias a la ayuda del gobierno chileno, viajó a Europa en 1888. Se encontraba en París donde recibió clases de Fernand Cormon, quien destacaba por sus temas históricos. También influyó en él, el filósofo, historiador y crítico francés Hipólito Taine y el pintor y escultor Jean-Léon Gérôme.
Fue alumno en las Academia de Fernand Cormond, en la Academia Colarossi y en la Escuela Oficial de Bellas Artes.
Tuvo una sólida formación con orientación neoclásica. Sus obras principales fueron paisajes, escenas costumbristas e históricos, además de desnudos femeninos, retratos y animales. tuvo un gran dominio técnico de la acuarela y el óleo. 
De regreso en Chile en 1894, trabajó como profesor en la Escuela Nocturna de pintura por más de treinta años, institución que fue financiada por la Sociedad de Fomento Fabril.
Además fue un destacado caricaturista e ilustrador de varias publicaciones donde utilizó como seudónimo Zeuxis.
Son pocas las obras que quedan de Nicanor González, pues su taller ubicado en la calle Grajales en la ciudad de Santiago sufrió un incendio donde se perdió gran parte de su legado.
Falleció en Santiago el 7 de junio de 1934.

## Obras destacadas
Obras en la ciudad de Santiago

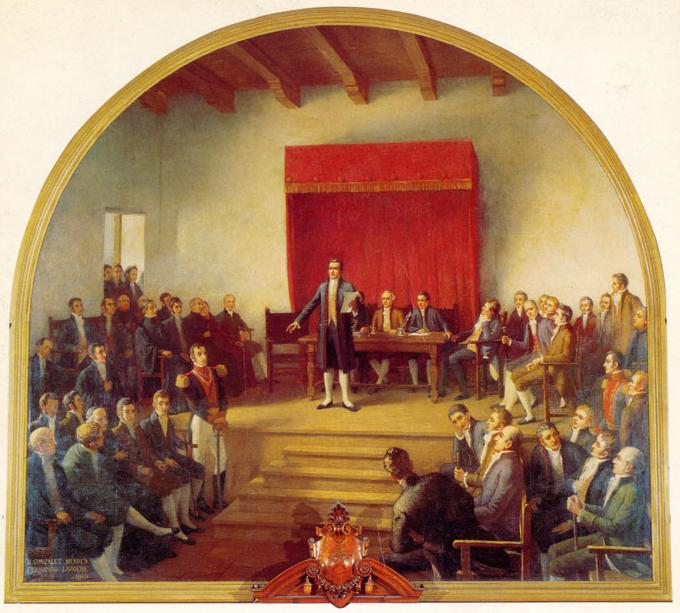
Mural Primer Congreso Chileno de Nicanor González Méndez

- Primer Congreso Nacional de Chile, Edificio del ex Congreso Nacional de Chile, Santiago.
- Cabeza de Viejo, Museo Nacional de Bellas Artes, Santiago.
- Cabeza de Estudio, Museo Nacional de Bellas Artes, Santiago.
- Paisaje de Cordillera, Museo Nacional de Bellas Artes, Santiago.
- Misa del Huique, Museo Nacional de Bellas Artes, Santiago.
- Retrato de Don Arturo Edwards, Museo Nacional de Bellas Artes, Santiago.
- Primeros Surcos, Museo Nacional de Bellas Artes, Santiago.
- La Vendimia, Pinacoteca del Banco de Chile, Santiago.
- Retrato de Abdón Cifuentes, Ministerio de Relaciones Exteriores de Chile, Santiago.
- Paisaje Chileno, Colección Roberto Palumbo Ossa, Santiago.

Obras en Regiones
- Desnudo, en el Museo O'Higginiano y de Bellas Artes de Talca, Talca.
- Calle de Constitución, en el Museo O'Higginiano y de Bellas Artes de Talca, Talca.
- Ofrenda a la Madre, en el Museo O'Higginiano y de Bellas Artes de Talca, Talca.
- Paisaje con Sauce, Pinacoteca de la Universidad de Concepción, Concepción.